# Hemiogaster subrasa
Hemiogaster subrasa är en stekelart som beskrevs av Günther Enderlein 1920. Hemiogaster subrasa ingår i släktet Hemiogaster och familjen bracksteklar. Inga underarter finns listade i Catalogue of Life.